# Іранська атака на Ізраїль (квітень 2024)
Ввечері 13 квітня 2024 року збройні сили Ірану у відповідь на знищення Ізраїлем будівлі консульства Ірану в Сирії атакували Ізраїль ударними безпілотниками.
Повітряні та морські сили США, Великобританії та Йорданії брали участь у збитті іранських дронів та ракет, в той час як Франція розгорнула свій військово-морський флот для забезпечення радіолокаційного прикриття. Президент Франції Еммануель Макрон пізніше заявив, що Франція долучилася до перехоплення іранських безпілотників на прохання Йорданії. Декілька балістичних ракет були збиті в космосі системою Хец.
Центральне Командування Збройних сил США повідомило пізно ввечері наступного дня, що американські сили знищили понад 80 ударних безпілотників і щонайменше шість балістичних ракет. Також за повідомленнями американських офіційних осіб та ізраїльського Channel 12 британські військові літаки збили невизначену кількість іранських безпілотників.
Ізраїльська влада спочатку повідомила, що практично всі повітряні цілі були знищені, але пізніше  високопоставлений американський чиновник заявив, що щонайменше дев'ять іранських ракет завдали удару по двох ізраїльських авіабазах.

## Передумови
У відповідь на ізраїльську окупацію, блокаду Сектору Гази, насильство ізраїльських поселенців проти палестинців, обмеження на пересування палестинців та ув'язнення тисяч палестинців та загрози статусу мечеті аль-Акса, 7 жовтня 2023 року ХАМАС — бойова організація, що підтримується Іраном, здійснила напад на півдні Ізраїлю, в результаті якого загинуло 1 200 осіб. У відповідь Ізраїль розпочав триваюче ізраїльське вторгнення в сектор Газа, яке, за даними керованого ХАМАСом Міністерства охорони здоров'я Гази, призвело до загибелі понад 33 000 осіб, під час якого Іран звинуватив Ізраїль у вчиненні геноциду проти палестинців Гази.
З початку війни між «Хезболлою» та Ізраїлем було зафіксовано понад 4400 насильницьких інцидентів, і приблизно 100 000 ізраїльтян були евакуйовані з північного Ізраїлю з початку конфлікту.
1 квітня 2024 року ізраїльська авіація завдала удару по прибудові до іранського консульства в Дамаску, Сирія, в результаті якого загинуло 16 осіб, зокрема бригадний генерал Мохаммад Реза Захеді, старший командир сил «Кудс» Корпусу вартових ісламської революції (КВІР), і сім інших офіцерів КВІР. Невдовзі після нападу Іран пообіцяв помститися, а повідомлення вказували на це як на потенційний мотив авіаудару. Іран стверджував, що будівля була частиною посольського комплексу, в той час, як Ізраїль стверджував, що це була будівля, яка використовувалася Корпусом вартових ісламської революції Ірану і знаходилася за межами огородженої території посольства. Численні країни та міжнародні організації засудили напад; Сполучені Штати заперечували свою причетність до нападу і свою поінформованість про нього.
За кілька тижнів до нападу США, Франція, Німеччина та Велика Британія застерігали Іран від нападу на Ізраїль, заявляючи, що такий напад буде серйозною ескалацією і може призвести до військової відповіді Заходу проти Ірану.. Ізраїль попередив Іран, що такий напад може призвести до прямої військової відповіді Ізраїлю на іранській території.

## Перебіг подій

### 12 квітня
Влада Ірану застерегла США від втручання у бойові дії з Ізраїлем, погрожуючи атакувати солдатів США. США зафіксували переміщення ракет і безпілотників на території Ірану.

### 13 квітня
Іран здійснив масовану ракетно-безпілотну атаку на Ізраїль. Було запущено понад 200 ракет і безпілотників, атака включала балістичні ракети, а також безпілотники Shahed 136.
Американські та британські військові літаки збили невизначену кількість іранських безпілотників, за даними американських офіційних осіб та ізраїльського Channel 12. The Wall Street Journal, посилаючись на анонімних французьких чиновників, повідомила, що Франція розгортає військово-морські сили для надання допомоги Ізраїлю.
У перші хвилини атаки ізраїльські офіційні особи підрахували, що було запущено близько 100 безпілотників, в той час, як офіційний представник США прогнозував, що з Іраку, Сирії, Лівану та Ємену буде запущено від 400 до 500 безпілотників і ракет, хоча більшість з них буде з Ірану. В той час, коли атака все ще тривала, ABC News повідомила, що Ізраїль заявив, що ціллю були лише військові об'єкти.

### 14 квітня
Хезболла заявила, що випустила десятки ракет «Град» по об'єкту ізраїльської протиповітряної оборони на окупованих Ізраїлем Голанських висотах. Угруповання заявило, що атака відбулася незабаром після опівночі за місцевим часом.
Приблизно о 2:00 ночі за місцевим часом вибухи пролунали в Єрусалимі, а сирени повітряної тривоги пролунали по всьому Ізраїлю, на Західному березі річки Йордан і на Мертвому морі. Невідомо, чи були ці вибухи перехопленням Залізного купола, чи ракетними ударами. Іранські ракети над мечеттю Аль-Акса були перехоплені. Тель-Авів і Дімона, де знаходиться ядерний об'єкт, також стали мішенню. 10-річна бедуїнська дівчинка була серйозно поранена осколками в результаті перехоплення в районі Арада, а семирічна дівчинка отримала важкі поранення. Щонайменше 31 людина отримала медичну допомогу через поранення, отримані під час відвідування захищених районів або через занепокоєння.
Жителі Аммана, столиці Йорданії, повідомили, що бачили спалахи в небі над містом. У районі міста Мардж аль-Хамам жителі зібралися навколо уламків великого безпілотника, який був перехоплений.
За даними інформаційного агентства Tasnim, однією з головних цілей була авіабаза, з якої Ізраїль здійснив напад на іранське консульство. Серед інших цілей — авіабаза Рамон на півдні Ізраїлю.
За даними ЦАГАЛю, Іран запустив понад 170 безпілотників, 30+ крилатих ракет і 120+ балістичних ракет, 99 % з яких були успішно перехоплені. Літаки ЦАГАЛю завдали ударів по військових об'єктах на півдні Лівану, що належать силам «Хезболли» в Радвані.

#### Закінчення
Прем'єр-міністр Ізраїлю Нетаньяху погрожував Ірану відповіддю. 14 квітня Президент США Байден під час розмови рекомендував Нетаньяху не продовжувати бойові дії, вказавши, що Ізраїль переміг, уникнувши серйозних наслідків атаки з боку Ірану. Тож, удари у відповідь не потрібні. Тим самим, в результаті, Байден переконав Нетаньяху не продовжувати конфлікт.

## Міжнародна реакція
Ліван, Єгипет, Ірак, Йорданія, Сирія та Ізраїль закрили свій повітряний простір у відповідь на атаки. Йорданія заявила, що готова збивати іранські повітряні цілі, які порушують її повітряний простір.
МЗС України засудило атаку і закликало докласти всіх зусиль, аби не допустити переростання протистояння у масштабніший регіональний конфлікт.
Росія відмовилася засудити удар, пославшись на статут ООН, хоча сама ООН зі своїм статутом засудили удар.
Лідери G7 засудили атаку.